# Karlheinz Hottes
 (janvier 2013).
Si vous disposez d'ouvrages ou d'articles de référence ou si vous connaissez des sites web de qualité traitant du thème abordé ici, merci de compléter l'article en donnant les références utiles à sa vérifiabilité et en les liant à la section « Notes et références ».
Karlheinz Hottes, né à Cologne en 1925 et mort en 2001, est un géographe allemand.

## Biographie
Géographe de l'industrie et des télécommunications, il fut professeur à l'université de la Ruhr à Bochum de 1965 à 1995, puis professeur émérite. Il fit partie de plusieurs commissions de l'Union géographique internationale (UGI), dont celle de géographie de l'industrie, puis celle de géographie des télécommunications à partir du congrès de l'UGI de Paris (1984).

## Quelques œuvres

### Livres
- 1954 - 'Die zentralen Orte im Oberbergischen Lande', Forschungen zur Deutschen Landeskunde, vol.69, 149 p., 10 cartes;
- 1967 - Die Naturwerkstein-Industrie und ihre standortprägenden Auswirkungen. Eine vergleichende industriegeographische Untersuchung dargestellt an ausgewählten europäischen Beispiel, 270 p.; Publisher: Giessen : W. Schmitz. (Open Library, OL19329241M; Lubrary of Congress HD9621 E82 H6 SUPPL).
- - Liberia 1971 : Ergebnisse einer Studienbereisung durch ein tropisches Entwicklungsland;
- 1980 - Methoden und Feldforschung in der Industriegeographie, (avec Wolf Gaebe), Mannheimer geographische Arbeiten, Institut der Universität, Mannheim, VII-248 p.
- 1988 - Die Deckung des industriell-gewerblichen Flächenbedarfs in einem sich wandelnden Industriegebiet, avec Hans-Dieter Piel  (ISBN 3-88995-047-7)[3];
- 1991 - Bergbau und Regionalentwicklung in Nordamerika (avec Thomas Nussbruch & Karsten Schreiber), Geographisches Institut, Ruhr-Universitèat Bochum, 181 p. (ISBN 9783925143106); (OCLC ocm25027174)
- 1992 - Die Plantagenwirtschaft in der Weltwirtschaft : Innovationskraft und heutige Strukturen des Plantagensystems, Francfort ; New York : P. Lang se:"Bochumer Schriften zur Entwicklungsforschung und Entwicklungspolitik"

### Direction d'ouvrages
- 1980  - Case studies in industrial geography (dir. avec Ian F.E. Hamilton), International Geographical Union. Working Group on Industrial Geography, Conference Proceedings
- 1983  - Joint Ventures in Asien : eine Form internationaler Produktionskooperation (dir. avec Christian Uhlig), XIV-307 p., Stuttgart;
- 1986 - 'Technology and Industrial Change in Europe', Materialen, zur Raumordnung, vol. 32, co-ed. avec Hans-Ulrich Weber & Egbert Wever, Bochum;
- 1995 -  Telecommunications and emerging spatial and economic organisation, Vol. 47, co-ed. avec Henry Bakis & Hans-Ulrich Weber, Materialen zur Raumordnung, Bochum, 131 p.;
- 1997 - 'Télécommunications rhénanes', numéro spécial de la Revue Géographique de l’Est, no 4;

### Articles
Il publia de nombreux articles dans des revues variées et divers ouvrages collectifs:
- 1985 - Revue géographique de l'Est Tome 25, no 2-3, Vieilles villes industrielles d'Europe occidentale: 'Le développement spatial du bassin de la Ruhr', p. 241–248;  (ISSN 0035-3213),
- 1987 - Bulletin de l'IDATE, no 26, 1er tr., ;
- 1990 - Netcom), Vol. 13, no 3-4, 'Geography of Telecommunications and Communications - History, Activities, Aims'(avec Peter Graef), p. 171–184
- 1991 - Netcom), 'Les télécommunications en Malaisie et Singapour'.
- 1993 - 'Submarine cables in our times -competition between seacables and satellites', dans Henry Bakis, Rondal Abler & Edward M. Roche (eds.). Corporate networks, international telecommunications and interdependence. London, Belhaven Press
- 1998 - Compte rendu d'activité (avec Peter Graef): 'Research group 17: Geography of communication and telecommunication – Development, activities and ambitions 1984 – 1998', page postée sur le web de Geographisches Institut Aachen, https://web.archive.org/web/20131224225558/http://www.diegeo.rwth-aachen.de/?id=938&L=1)
- 1999 - Netcom with : Gräf Peter, 'The German Working Group on "Geography of Communications and Telecommunications 1984-1999' in, Gräf Peter (Editor), 'Telecommunications in Progress - Geography, Economy and Social Impacts. Research in Germany', Netcom, Vol.13, no 3-4, p. 171–184